# Pomnik w Stanisłowicach
Pomnik w Stanisłowicach – pomnik wybudowany w Stanisłowicach (Czechy) w 1968 roku dla uczczenia wyzwolenia gminy od niemieckich okupantów i powstania Czechosłowacji. Głównym elementem pomnika jest czołg.

## Opis
Stanisłowice (dzisiaj administracyjna część Czeskiego Cieszyna) otrzymały nie w pełni sprawny czołg jako nagrodę za dobre wyniki w konkursie na najlepszą wieś, zorganizowanym pod koniec lat 60. XX wieku. Otrzymany czołg władze postanowiły wykorzystać jako pomnik, który byłby uczczeniem wyzwolenia miejscowości od niemieckich nazistów oraz 50. rocznicy istnienia Czechosłowacji. Na postumencie pomnika została umieszczona m.in. tabliczka informująca w języku polskim, że „dla uczczenia pamięci poległych w I Wojnie Światowej oraz poległych i zamordowanych w wojnie faszystowskiej obywatele Stanisłowic przekazują do użytku Dom Kultury, dzieło pracowitych rąk obywateli tutejszej gminy, przykład ukochania wsi rodzinnej oraz kraju ojczystego, mający służyć przyszłym pokoleniom. Cześć bohaterom”.
Według historyka z Muzeum Ziemi Cieszyńskiej, Petra Becka, czołg (stanowiący główny element pomnika) został zbudowany po II wojnie światowej przez słowacką firmę zbrojeniową w Martinie. Był wzorowany na radzieckim czołgu T-34, jednak nie został zaaprobowany przez wojskowych jako w pełni sprawny. W 2003 roku miejscowy biznesmen złożył ofertę kupna czołgu za 80 000 koron, ale władze Czeskiego Cieszyna nie wyraziły zgody na jego sprzedaż.